# Souastre
Souastre település Franciaországban, Pas-de-Calais megyében. Lakosainak száma 376 fő (2022. január 1.). Souastre Saint-Amand, Bayencourt, Bienvillers-au-Bois, Couin, Foncquevillers, Hénu és Coigneux községekkel határos.

## Népesség
A település népessége az elmúlt években az alábbi módon változott:
| Lakosok száma | 359  | 371  | 378  | 379  | 376  | 377  | 378  | 377  | 376  |
|               | 2013 | 2015 | 2016 | 2017 | 2018 | 2019 | 2020 | 2021 | 2022 |